# Michaelskirche (Winterbach)

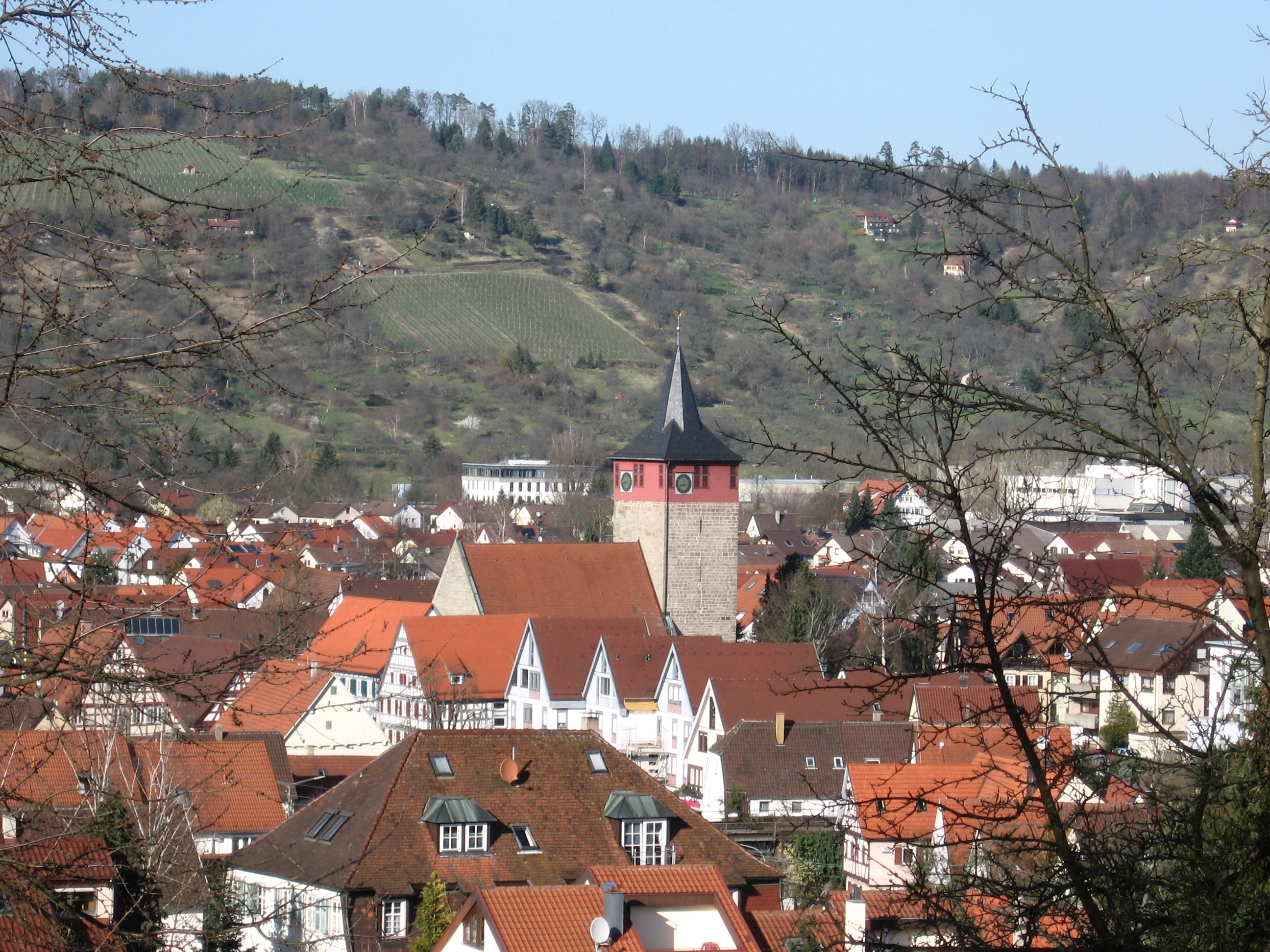
Michaelskirche in Winterbach

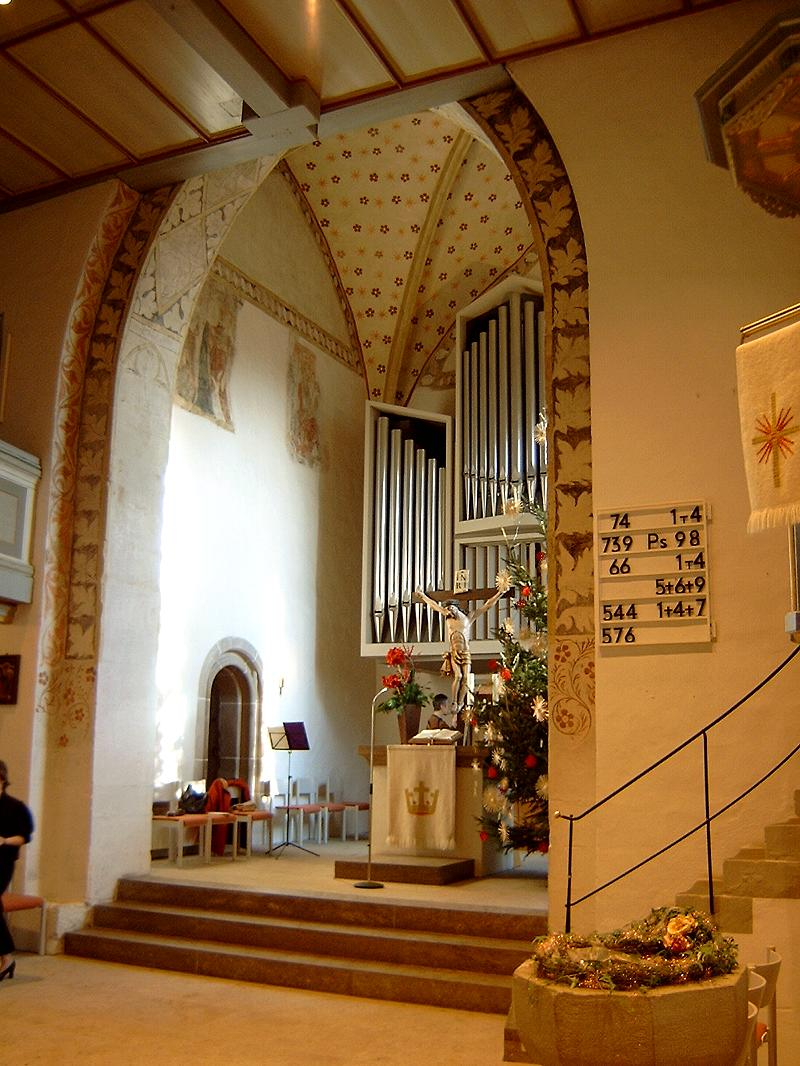
Innenansicht

Die Michaelskirche ist die Pfarrkirche von Winterbach, einer Gemeinde im Rems-Murr-Kreis in Baden-Württemberg. Das Bauwerk ist beim Landesamt für Denkmalpflege Baden-Württemberg als Baudenkmal eingetragen. Die Kirchengemeinde gehört zum Kirchenbezirk Schorndorf der Evangelischen Landeskirche in Württemberg. Namensgeber der Kirche ist der Erzengel Michael.

## Beschreibung
Die frühgotische Saalkirche, die auf eine Wehrkirche zurückgeht, wurde 1309 aus Quadermauerwerk erbaut. Sie besteht aus einem Langhaus und einem Chorturm im Osten. Der Turm erhielt 1645/46 ein mit einem Knickhelm bedecktes Geschoss aus verkleidetem Holzfachwerk für die Turmuhr und den Glockenstuhl. 
Der mit einem Kreuzrippengewölbe überspannte Innenraum des Chors, also das Erdgeschoss des Chorturms, enthält neben Wandmalereien Fresken aus der Erbauungszeit. Im an den Längsseiten mit Emporen versehenen Inneren des Langhauses befindet sich ein Fries, den Ende des 15. Jahrhunderts Martin Schongauer gestaltet hat. Die Orgel wurde 1967 durch die Giengener Orgelmanufaktur Gebr. Link gebaut.